# Dealu Morii, Bacău
Dealu Morii este satul de reședință al comunei cu același nume din județul Bacău, Moldova, România.